# Puerta de las Granadas
La puerta de las Granadas o arco de las Granadas es la puerta histórica más popular para acceder, a través del Bosque de la Alhambra, al entorno del palacio nazarí que es la Alhambra, situada en la ciudad de Granada, comunidad autónoma de Andalucía, España.
Se inicia el recorrido partiendo del centro de la ciudad, Plaza Nueva y se continua en subida por la cuesta de Gomérez, calle que desde la reordenación urbana efectuada en el siglo XVI cubre el antiguo barranco de correntías que conduce la recogida de aguas al río Darro, hasta divisar el monumento.

## Estilo
Construcción a modo de arco triunfal romano, con fachada delantera de un clasicismo muy puro, convirtiéndose en la entrada principal del recinto amurallado en detrimento de la Puerta de las Armas de origen islámico. 
Es una puerta del renacimiento Español, edificada durante el mandato del emperador Carlos V, cuya fábrica es de piedra labrada con aparejo almohadillado florentino sin desbastar, resaltando los sillares de la construcción. 

## Breve historia
Su edificación se inicia para conmemorar la visita de Carlos I de España en 1526 a Granada con motivo de su reciente boda en Sevilla con Isabel de Portugal, según el programa imperial (Puerta de la Justicia, Pilar y Palacio de Carlos V) conjeturado por Luis Hurtado de Mendoza y Pacheco, III conde de Tendilla y II marqués de Mondejar en honor del Emperador, la ejecución se realizó por ordenanza de Íñigo López de Mendoza y Mendoza, III marqués y IV conde de Tendilla, bajo la dirección del arquitecto constructor del Palacio de Carlos V, Pedro Machuca, levantándose en sustitución de la puerta original islámica, la Bib al-Buxar o puerta de las alegres nuevas, conocida también como Bib al-Jaudaq o Puerta de los fosos, torreón defensivo que protegía el valle situado entre la colina de la Sabica y el Monte Mauror, pudiendo observarse en su costado derecho algunos restos arquitectónicos de la época árabe, y en su lado izquierdo, está ubicado el Palacio o Casa Señorial de los Marqueses de Cartagena, de mitad del siglo XVI, con portada barroca construida en piedra de cantería.

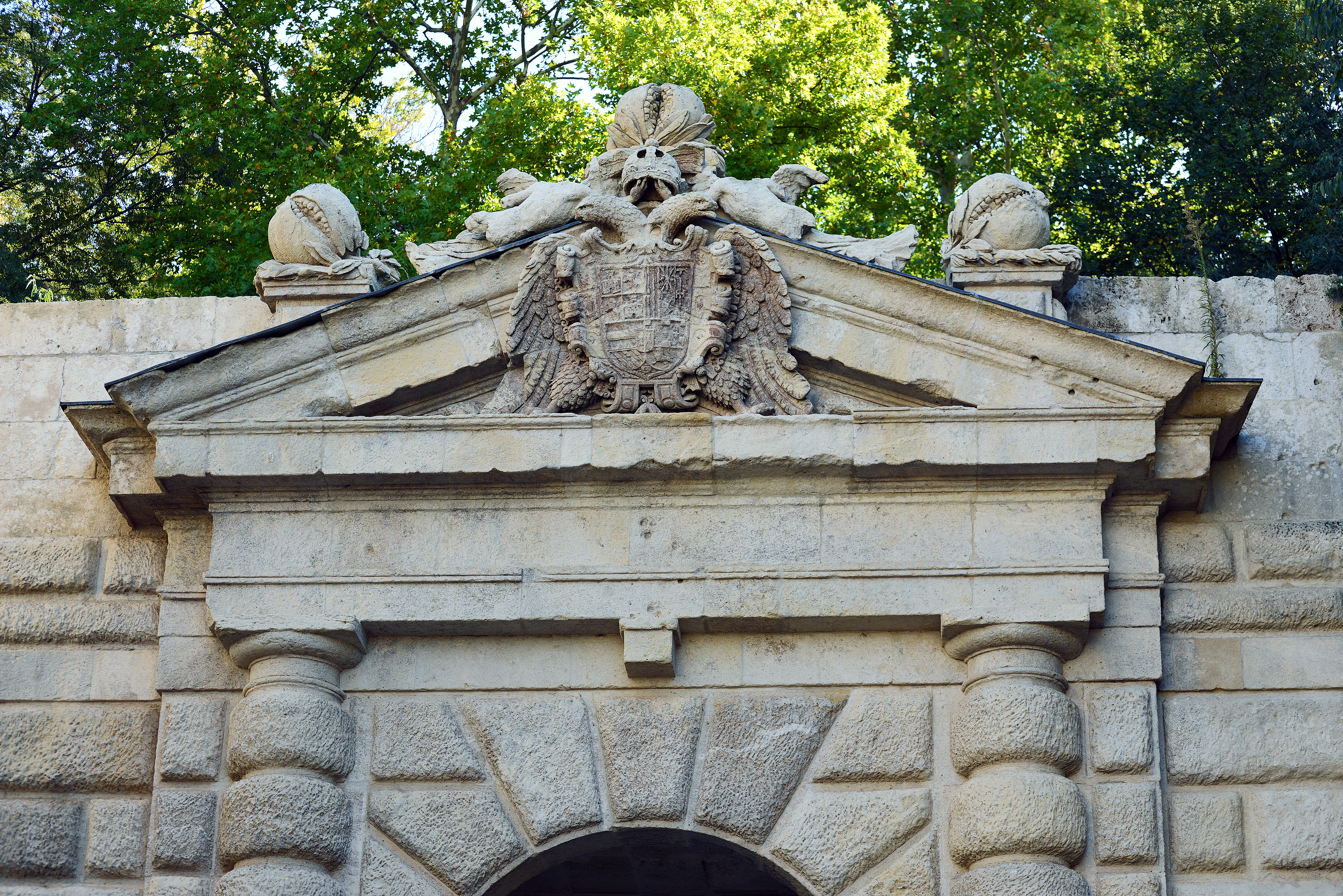
Frontón que remata el arco principal, decorado con granadas y el escudo imperial.

Conocida como puerta de los Gomérez hasta el siglo XVIII, recibe su nombre de las tres grandes frutas de granadas semidesgajadas y abiertas que coronan el frontón triangular de herencia clásica que remata el arco principal, y acompañan al escudo imperial de Carlos I de España y V de Alemania que se encuentra esculpido en el tímpano, junto con las figuras alegóricas de la Paz y la Abundancia, caridades que el gobierno de Carlos I prometió aportar a las nuevas tierras conquistadas al al-Ándalus. Atravesando uno cualquiera de los tres arcos de medio punto la vista se incorpora a las frondosas y llamativas alamedas del Bosque de la Alhambra, cuyo carril derecho conduce hacia Torres Bermejas, el Auditorio Manuel de Falla y el Carmen de los Mártires, mientras que el lado izquierdo, antiguamente llamado Cuesta empedrada, en su inicio nos topamos con el monolito de una Cruz devocional de mármol realizada en 1641, pasaje que nos conduce al flanco sur de la muralla de la Alhambra donde se encuentran los diferentes accesos al monumento nazarí, las Puertas de la Justicia y de los Carros. Los dos vanos laterales eran vías de acceso peatonal al bosque, no así el arco central de mayor tamaño enmarcado por semicolumnas toscanas sobre pedestal, proporciona el acceso a un vial asfaltado que se utilizaba para el transporte de vehículos públicos y privados, hoy día peatonal, calzada que conduce hasta el Palacio de Carlos V, la iglesia de Santa María de la Alhambra y el antiguo Monasterio de San Francisco, hoy habilitado como Parador Nacional de San Francisco.

## Catalogación
Está declarada Monumento Histórico Artístico Nacional del patrimonio español el 10 de febrero de 1870 al estar integrada en la muralla árabe. El Patronato de la Alhambra y el Generalife, gestiona administrativamente el monumento al encontrase incorporado al recinto amurallado de la Alhambra.